# 少年施設
少年施設（しょうねんしせつ）は、法手続に基づき少年を収容するための施設。

## 日本
日本では少年院及び少年鑑別所を少年施設という（少年院及び少年鑑別所における規律及び秩序の維持等に関する訓令第1条）。

## アメリカ合衆国
アメリカ合衆国の少年施設には、ディテンション・センター（detention center）、少年院、ハーフウェイ・ハウスなどがある。